# Доротея Мария фон Хесен-Филипстал-Бархфелд
Доротея Мария фон Хесен-Филипстал-Бархфелд (на немски; * 30 декември 1738, Ипер, Фландрия, Белгия; † 26 септември 1799, Вертхайм) от Дом Хесен, е ландграфиня на Хесен-Филипстал-Бархфелд и чрез женитба графиня на Льовенщайн-Вертхайм-Фройденберг. Фамилията Льовенщайн-Вертхайм е морганатичен клон на фамилията Вителсбахи.

## Живот
Дъщеря е на ландграф Вилхелм фон Хесен-Филипстал-Бархфелд (1692 – 1761) и съпругата му принцеса Шарлота Вилхелмина фон Анхалт-Бернбург-Шаумбург-Хойм (1704 – 1766), дъщеря на княз Лебрехт фон Анхалт-Бернбург-Хойм (1669 – 1727) и втората му съпруга фрайин Еберхардина Якоба Вилхелмина ван Вееде (1682 – 1724).
Доротея Мария се омъжва на 6 август 1764 г. в дворец Вилхелмсбург, Бархфелд, за граф и бъдещ 1.княз Йохан Карл Лудвиг фон Льовенщайн-Вертхайм-Фройденберг (* 10 януари 1740, Вертхайм; † 16 февруари 1816, Вертхайм), син на граф Йохан Лудвиг Фолрат фон Льовенщайн-Вертхайм-Вирнебург (1705 – 1790) и графиня Фридерика фон Ербах-Ербах (1722 – 1786). Резиденция е дворец Кройцвертхайм до Вертхайм. На 19 ноември 1812 г. крал Максимилиан I Йозеф Баварски го издига на княз.
Доротея умира на 60 години на 26 септември 1799 г. във Вертхайм.
- Дворец Кройцвертхайм до Вертхайм
- Замък Фройденберг в Баден

## Деца
Доротея Мария и Йохан Карл Лудвиг имат 12 деца:
- Вилхелм Фолрат (*/† 8 февруари 1766, Вертхайм)
- Мария Каролина Фридерика Луиза (* 19 декември 1766, Вертхайм; † 13 ноември 1830, Михелбах), омъжена I. на 5 септември 1783 г. във Вертхайм (развод 1791) за граф Йохан Вилхелм фон Шаумбург-Липе (* 7 март 1735, Алвердисен; † 5 април 1799, Бюкебург), II. на 4 юни 1791 г. в Кастел за граф Йохан Бертрам Арнолд Софус фон Гронсфелд-Дипенбройк-Лимпург-Зонтхайм (* 10 декември 1756, Зонтхайм; † 29 ноември 1805, Фюрстенфорст при Ансбах) и има с него осем деца
- Вилхелмина (* 11 февруари 1768, Вертхайм; † 23 януари 1771, Вертхайм)
- Карл Фолрат (* 4 юни 1769, Вертхайм; † 24 януари 1771, Вертхайм)
- София Амалия Шарлота (* 2 април 1771, Вертхайм; † 25 май 1823, Рюденхаузен), омъжена I. на 30 април 1788 г. в Кастел за граф Албрехт Фридрих Карл фон Кастел-Кастел (1766 – 1810), II. на 2 август 1812 г. в Кастел за брат му граф Кристиан Фридрих фон Кастел-Рюденхаузен (1772 – 1850)
- Фридрих Адолф (* 26 октомври 1772, Вертхайм; † 29 октомври 1776, Вертхайм)
- Вилхелмина Елеонора Каролина Луиза (* 23 април 1774, Вертхайм; † 25 юни 1817, Рюденхаузен), омъжена на 10 януари 1802 г. във Вертхайм за граф Йосиас III Вилхелм Карл фон Валдек-Бергхайм (* 13 май 1774, Бергхайм, Валдек; † 9 юни 1829, Бергхайм), син на граф Йосиас II Вилхелм Леополд фон Валдек-Бергхайм
- Георг Вилхелм Лудвиг фон Льовенщайн-Вертхайм-Фройденберг (* 15 ноември 1775, Вертхайм; † 26 юли 1855, Вертхайм), княз на Льовенщайн-Вертхайм-Фройденберг, женен I. на 26 август 1800 г. в Бургфарнбах за графиня Ернестина Луиза фон Пюклер-Лимпург (1784 – 1824), II. на 22 януари 1827 г. във Вехтерсбах за графиня Шарлота София Хенриета Луиза фон Изенбург-Бюдинген-Филипсайх (1803 – 1874)
- Фридрих Фолрат (* 6 октомври 1777, Вертхайм; † 31 май 1813, Теплице, Бохемия), принц
- Густав Адолф (* 4 юли 1779, Вертхайм; † 5 юли 1799, Гьотинген)
- Максимилиан Лудвиг (* 24 септември 1780, Вертхайм; † 5 юли 1781, Вертхайм)
- Вилхелм Ернст Лудвиг Карл (* 27 април 1783, Вертхайм; † 15 август 1847, Бланкенберге до Остенде), принц, женен на 26 юли 1812 г. в Опенвайлер за Доротея Кристина фон Калден (1791 – 1862)